# Jacob Hunterus
Jacob Petri Hunterus (eller Honterus), född i slutet av 1500-talet i Uppland, död efter 1631, var en lärd svensk konvertit. Han var bror till Johannes Hunterus.
Jacob Hunterus var son till befallningsmannen Peder Thomasson Honther, som inflyttat från Skottland. Hunterus studerade i 1617 Uppsala och slöt sig där till Jonas Magni som motståndare till Laurentius Paulinus ortodoxi. Han stod även sedan i förbindelse med Johannes Matthiæ, vistades 1618–23 för studier i Holland (Leiden) och i England samt därefter i Frankrike, dels på egen hand, dels som guvernör för unga svenska ädlingar. Överallt knöt han förbindelser med samtidens lärde, Grotius omfattade honom med vänskap, likaså Lucas Holstenius. Liksom denne övergick Hunterus till katolicismen. År 1627 slog han sig ned i Wien, där han synes ha uppehållit sig som sekreterare och handledare i furstliga hus. Han utgav 1631 sina Epistolæ miscellaneæ, hvilken bok enligt hans egen utsago skall vara den första av en svensk offentliggjorda brevsamlingen. Han framstår här som kvick och satirisk, under senare åren med en biton av galghumor. Hans dödsår är obekant.